# Division de Basti
La division de Basti (hindi : बस्ती मण्डल, ourdou : بستی تقسیم) est une  division administrative de l'État indien de l'Uttar Pradesh.

## Districts
La division est constituée de trois districts :
- Basti composé de quatre tehsils[1] : Harraiya, Basti, Bhanpur et Rudhauli ;
- Sidhartha Nagar composé de cinq tehsils[2] : Naugarh, Bansi, Domariyaganj, Itwa et Shohratgarh ;
- Sant Kabir Nagar composé de trois tehsils[3] : Khalilabad, Ghanghata et Mehdawal.

En 2011, le plus peuplé des trois est le district de Siddharth Nagar avec 2 559 297 habitants devant celui de Basti avec 2 464 464 habitants et celui de Sant Kabir Nagar avec 1 715 183 habitants.